# لهستان در المپیک تابستانی ۱۹۴۸
لهستان در بازی‌های المپیک تابستانی ۱۹۴۸ که در شهر لندن بریتانیای کبیر برگزار شد، کاروان لهستان با ۳۷ ورزشکار در این رقابت‌ها شرکت کرد و موفق به کسب ۱ مدال (۰ طلا، ۰ نقره، ۱ برنز) شد. در جدول رتبه‌بندی توزیع مدال‌ها، لهستان در ردهٔ ۳۴ مسابقات قرار گرفت.